# Монторио (Верона)
Монторио је насеље у Италији у округу Верона, региону Венето.
Према процени из 2011. у насељу је живело 5330 становника. Насеље се налази на надморској висини од 55 м.